# Capriana
Capriana är en ort och kommun i provinsen Trento i regionen Trentino-Sydtyrolen i Italien. Kommunen hade 583 invånare (2018).